# Asclepias brachystephana
Asclepias brachystephana là một loài thực vật có hoa trong họ La bố ma. Loài này được Engelm. ex Torr. mô tả khoa học đầu tiên năm 1858.